# Cinquième circonscription de Saône-et-Loire
La cinquième circonscription de Saône-et-Loire est l'une des cinq circonscriptions législatives françaises que compte le département de Saône-et-Loire (71) situé en région Bourgogne-Franche-Comté.

## Description géographique et démographique

### De 1958 à 1986
La 'cinquième circonscription de Saône-et-Loire était composée de :
- canton de Beaurepaire-en-Bresse
- Canton de Chalon-sur-Saône-Nord
- canton de Louhans
- canton de Montret
- canton de Pierre-de-Bresse
- canton de Saint-Germain-du-Bois
- canton de Saint-Germain-du-Plain
- canton de Saint-Martin-en-Bresse
- canton de Verdun-sur-le-Doubs

Source : Journal Officiel du 14-15 Octobre 1958.

### Depuis 1988
La cinquième circonscription de Saône-et-Loire est délimitée par le découpage électoral de la loi n°86-1197 du 24 novembre 1986
, elle regroupe les divisions administratives suivantes : 
- canton de Buxy
- canton de Chalon-sur-Saône-Centre
- canton de Chalon-sur-Saône-Nord
- canton de Chalon-sur-Saône-Ouest
- canton de Givry
- canton de Sennecey-le-Grand

Depuis 2012, Chalon Ouest et Givry ont été placés dans la troisième circonscription, celle d'Autun, tout comme des zones très éloignées comme Verdun-sur-le-Doubs (nord-est) et Bourbon-Lancy (extrême sud-ouest).
D'après le recensement général de la population en 1999, réalisé par l'Institut national de la statistique et des études économiques (INSEE), la population totale de cette circonscription est estimée à 90726 habitants,.

## Historique des députations
| Législature | Début de mandat | Fin de mandat  | Député              | Parti politique | Observations |
| ----------- | --------------- | -------------- | ------------------- | --------------- | --- |
| IXe         | 23 juin 1988    | 1er avril 1993 | Dominique Perben,   | RPR,            | |
| Xe          | 2 avril 1993    | 21 avril 1997  | Dominique Perben,   | RPR,            | Dominique Perben nommé ministre, remplacé par son suppléant (Jean-Paul Émorine en 1993-1995 puis André Gentien en 1995-1997) Mandat écourté à la suite d'une dissolution parlementaire décidée par Jacques Chirac. |
| Xe          |                 |                | Jean-Paul Émorine,  | RPR,            | Dominique Perben nommé ministre, remplacé par son suppléant (Jean-Paul Émorine en 1993-1995 puis André Gentien en 1995-1997) Mandat écourté à la suite d'une dissolution parlementaire décidée par Jacques Chirac. |
| Xe          |                 |                | André Gentien,      | RPR,            | Dominique Perben nommé ministre, remplacé par son suppléant (Jean-Paul Émorine en 1993-1995 puis André Gentien en 1995-1997) Mandat écourté à la suite d'une dissolution parlementaire décidée par Jacques Chirac. |
| XIe         | 12 juin 1997    | 18 juin 2002   | Dominique Perben,   | RPR,            | |
| XIIe        | 19 juin 2002    | 19 juin 2007   | Dominique Perben,   | UMP,            | Dominique Perben nommé ministre, remplacé par son suppléant (Dominique Juillot) |
| XIIe        |                 |                | Dominique Juillot,  | UMP,            | Dominique Perben nommé ministre, remplacé par son suppléant (Dominique Juillot) |
| XIIIe       | 20 juin 2007    | 19 juin 2012   | Christophe Sirugue, | PS,             | |
| XIVe        | 20 juin 2012    | 20 juin 2017   | Christophe Sirugue, | PS,             | |
| XVe         | 21 juin 2017    | 21 juin 2022   | Raphaël Gauvain,    | LaREM,          | |

## Historique des élections

### Élections de 1958
| Candidat       | Candidat         | Parti          | Premier tour | Premier tour | Second tour | Second tour |  |
| Candidat       | Candidat         | Parti          | Voix         | %            | Voix        | %           |  |
| -------------- | ---------------- | -------------- | ------------ | ------------ | ----------- | ----------- |  |
|                | André Moynet élu | CNIP           | 15 422       | 36,66        | 25 251      | 63,1        |  |
|                | Pierre Deliry    | Modérés        | 9 036        | 21,48        | Retrait     | Retrait     |  |
|                | André Faivre     | PCF            | 6 365        | 15,13        | 7 048       | 17,61       |  |
|                | André Girard     | SFIO           | 5 298        | 12,6         | 7 718       | 19,29       |  |
|                | Émile Moudens    | Radsoc         | 4 428        | 10,53        | Retrait     | Retrait     |  |
|                | René Laubressac  | UFF            | 1 515        | 3,6          |             |             |  |
|                |                  |                |              |              |             |             |  |
| Inscrits       | Inscrits         | Inscrits       | 67 135       | 100,00       | 67 135      | 100,00      |  |
| Abstentions    | Abstentions      | Abstentions    | 24 125       | 35,94        | 25 978      | 38,7        |  |
| Votants        | Votants          | Votants        | 43 010       | 64,06        | 41 157      | 61,3        |  |
| Blancs et nuls | Blancs et nuls   | Blancs et nuls | 946          | 2,2          | 1 140       | 2,77        |  |
| Exprimés       | Exprimés         | Exprimés       | 42 064       | 97,8         | 40 017      | 97,23       |  |

Le suppléant d'André Moynet était Marius Gautheron.

### Élections de 1962
| Candidat       | Candidat                   | Parti          | Premier tour | Premier tour | Second tour | Second tour |  |
| Candidat       | Candidat                   | Parti          | Voix         | %            | Voix        | %           |  |
| -------------- | -------------------------- | -------------- | ------------ | ------------ | ----------- | ----------- |  |
|                | André Moynet sortant réélu | RI             | 13 007       | 36,98        | 22 404      | 64,37       |  |
|                | André Faivre               | PCF            | 7 305        | 20,77        | 12 402      | 35,63       |  |
|                | Pierre Deliry              | Modérés        | 7 248        | 20,61        | Retrait     | Retrait     |  |
|                | André Girard               | SFIO           | 6 993        | 19,88        | Retrait     | Retrait     |  |
|                | René Laubressac            | UFF            | 621          | 1,77         |             |             |  |
|                |                            |                |              |              |             |             |  |
| Inscrits       | Inscrits                   | Inscrits       | 67 146       | 100,00       | 67 140      | 100,00      |  |
| Abstentions    | Abstentions                | Abstentions    | 31 018       | 46,19        | 30 149      | 44,9        |  |
| Votants        | Votants                    | Votants        | 36 128       | 53,81        | 36 991      | 55,1        |  |
| Blancs et nuls | Blancs et nuls             | Blancs et nuls | 954          | 2,64         | 2 185       | 5,91        |  |
| Exprimés       | Exprimés                   | Exprimés       | 35 174       | 97,36        | 34 806      | 94,09       |  |

Le suppléant d'André Moynet était Pierre Chaix, professeur.

### Élections de 1967
| Candidat       | Candidat             | Parti          | Premier tour | Premier tour | Second tour | Second tour |  |
| Candidat       | Candidat             | Parti          | Voix         | %            | Voix        | %           |  |
| -------------- | -------------------- | -------------- | ------------ | ------------ | ----------- | ----------- |  |
|                | André Moynet sortant | RI             | 20 208       | 42           | 21 620      | 43,56       |  |
|                | Roger Lagrange élu   | SFIO (FGDS)    | 16 716       | 34,74        | 28 014      | 56,44       |  |
|                | André Faivre         | PCF            | 11 193       | 23,26        | Retrait     | Retrait     |  |
|                |                      |                |              |              |             |             |  |
| Inscrits       | Inscrits             | Inscrits       | 68 320       | 100,00       | 68 297      | 100,00      |  |
| Abstentions    | Abstentions          | Abstentions    | 19 019       | 27,84        | 17 806      | 26,07       |  |
| Votants        | Votants              | Votants        | 49 301       | 72,16        | 50 491      | 73,93       |  |
| Blancs et nuls | Blancs et nuls       | Blancs et nuls | 1 184        | 2,4          | 857         | 1,7         |  |
| Exprimés       | Exprimés             | Exprimés       | 48 117       | 97,6         | 49 634      | 98,3        |  |

André Camus, maire de Pierre-de-Bresse, était le suppléant de Roger Lagrange.

### Élections de 1968
| Candidat       | Candidat               | Parti          | Premier tour | Premier tour | Second tour | Second tour |  |
| Candidat       | Candidat               | Parti          | Voix         | %            | Voix        | %           |  |
| -------------- | ---------------------- | -------------- | ------------ | ------------ | ----------- | ----------- |  |
|                | Bernard Tremeau élu    | UDR (URP)      | 22 094       | 45,61        | 27 204      | 55,19       |  |
|                | Roger Lagrange sortant | SFIO (FGDS)    | 15 714       | 32,44        | 22 087      | 44,81       |  |
|                | André Faivre           | PCF            | 7 811        | 16,12        | Retrait     | Retrait     |  |
|                | Paul Vahé              | Modérés        | 2 824        | 5,83         |             |             |  |
|                |                        |                |              |              |             |             |  |
| Inscrits       | Inscrits               | Inscrits       | 68 021       | 100,00       | 68 018      | 100,00      |  |
| Abstentions    | Abstentions            | Abstentions    | 18 715       | 27,51        | 18 180      | 26,73       |  |
| Votants        | Votants                | Votants        | 49 306       | 72,49        | 49 838      | 73,27       |  |
| Blancs et nuls | Blancs et nuls         | Blancs et nuls | 863          | 1,75         | 547         | 1,1         |  |
| Exprimés       | Exprimés               | Exprimés       | 48 443       | 98,25        | 49 291      | 98,9        |  |

Le suppléant de Bernard Tremeau était Maurice Mazuy, vétérinaire, conseiller municipal de Louhans.

### Élections de 1973
| Candidat       | Candidat                | Parti          | Premier tour | Premier tour | Second tour | Second tour |  |
| Candidat       | Candidat                | Parti          | Voix         | %            | Voix        | %           |  |
| -------------- | ----------------------- | -------------- | ------------ | ------------ | ----------- | ----------- |  |
|                | Pierre Joxe élu         | PS (UGSD)      | 13 820       | 26,6         | 27 712      | 51,18       |  |
|                | Bernard Tremeau sortant | UDR (URP)      | 12 175       | 23,43        | 26 438      | 48,82       |  |
|                | Georges Rebillard       | PCF            | 8 740        | 16,82        | Retrait     | Retrait     |  |
|                | Jean-Pierre Jobard      | CDP (URP)      | 8 385        | 16,14        | Retrait     | Retrait     |  |
|                | Gérard Chevalier        | Rad (MR)       | 3 224        | 6,21         |             |             |  |
|                | Charles Boch            | MR             | 2 618        | 5,04         |             |             |  |
|                | Paul Vahé               | Divers droite  | 1 839        | 3,54         |             |             |  |
|                | Monique Niang           | LO             | 1 155        | 2,22         |             |             |  |
|                |                         |                |              |              |             |             |  |
| Inscrits       | Inscrits                | Inscrits       | 71 079       | 100,00       | 71 072      | 100,00      |  |
| Abstentions    | Abstentions             | Abstentions    | 17 980       | 25,3         | 15 707      | 22,1        |  |
| Votants        | Votants                 | Votants        | 53 099       | 74,7         | 55 365      | 77,9        |  |
| Blancs et nuls | Blancs et nuls          | Blancs et nuls | 1 143        | 2,15         | 1 215       | 2,19        |  |
| Exprimés       | Exprimés                | Exprimés       | 51 956       | 97,85        | 54 150      | 97,81       |  |

André Camus était le suppléant de Pierre Joxe.

### Élections de 1978
| Candidat       | Candidat                  | Parti              | Premier tour | Premier tour | Second tour | Second tour |  |
| Candidat       | Candidat                  | Parti              | Voix         | %            | Voix        | %           |  |
| -------------- | ------------------------- | ------------------ | ------------ | ------------ | ----------- | ----------- |  |
|                | Pierre Joxe sortant réélu | PS                 | 21 519       | 34,88        | 33 692      | 52,2        |  |
|                | Bernard Tremeau           | RPR                | 19 028       | 30,84        | 30 849      | 47,8        |  |
|                | Marcel Bossu              | PCF                | 10 095       | 16,36        | Retrait     | Retrait     |  |
|                | Émile Voarick             | UDF (Rad)          | 7 808        | 12,66        |             |             |  |
|                | Michel Millet             | CNIP               | 1 058        | 1,71         |             |             |  |
|                | Patrick Prost             | LO                 | 726          | 1,18         |             |             |  |
|                | Jacques Vuitton           | MDD                | 669          | 1,08         |             |             |  |
|                | Guy Cornec                | LCR                | 347          | 0,56         |             |             |  |
|                | Mme Camille Perret        | UOPDP              | 343          | 0,56         |             |             |  |
|                | J. Simonetti              | Divers droite (DC) | 102          | 0,17         |             |             |  |
|                |                           |                    |              |              |             |             |  |
| Inscrits       | Inscrits                  | Inscrits           | 78 783       | 100,00       | 78 761      | 100,00      |  |
| Abstentions    | Abstentions               | Abstentions        | 15 689       | 19,91        | 13 017      | 16,53       |  |
| Votants        | Votants                   | Votants            | 63 094       | 80,09        | 65 744      | 83,47       |  |
| Blancs et nuls | Blancs et nuls            | Blancs et nuls     | 1 399        | 2,22         | 1 203       | 1,83        |  |
| Exprimés       | Exprimés                  | Exprimés           | 61 695       | 97,78        | 64 541      | 98,17       |  |

Le suppléant de Pierre Joxe était André Camus.

### Élections de 1981
| Candidat       | Candidat                  | Parti          | Premier tour | Premier tour | Second tour | Second tour |  |
| Candidat       | Candidat                  | Parti          | Voix         | %            | Voix        | %           |  |
| -------------- | ------------------------- | -------------- | ------------ | ------------ | ----------- | ----------- |  |
|                | Pierre Joxe sortant réélu | PS             | 24 897       | 47,72        | 33 747      | 58,71       |  |
|                | René Beaumont             | UDF (PR)       | 20 035       | 38,40        | 23 733      | 41,29       |  |
|                | Marcel Bossu              | PCF            | 6 240        | 11,96        |             |             |  |
|                | Gilbert Fournier          | PSU            | 458          | 0,88         |             |             |  |
|                | Pierre Zankoc             | LO             | 314          | 0,60         |             |             |  |
|                | Raymond Marti             | Divers gauche  | 232          | 0,44         |             |             |  |
|                |                           |                |              |              |             |             |  |
| Inscrits       | Inscrits                  | Inscrits       | 80 866       | 100,00       | 80 866      | 100,00      |  |
| Abstentions    | Abstentions               | Abstentions    | 27 904       | 34,51        | 22 467      | 27,78       |  |
| Votants        | Votants                   | Votants        | 52 962       | 65,49        | 58 399      | 72,22       |  |
| Blancs et nuls | Blancs et nuls            | Blancs et nuls | 786          | 1,48         | 919         | 1,57        |  |
| Exprimés       | Exprimés                  | Exprimés       | 52 176       | 98,52        | 57 480      | 98,43       |  |

Le 20 août 1984, Maurice Mathus, ouvrier, conseiller général du canton de Chalon-sur-Saône-Nord, adjoint au maire de Chalon-sur-Saône, supplée Pierre Joxe, entré au gouvernement Laurent Fabius jusqu'au 1er avril 1986.

### Élections de 1988
| Candidat       | Candidat                       | Parti          | Premier tour | Premier tour | Second tour | Second tour |  |
| Candidat       | Candidat                       | Parti          | Voix         | %            | Voix        | %           |  |
| -------------- | ------------------------------ | -------------- | ------------ | ------------ | ----------- | ----------- |  |
|                | Dominique Perben sortant réélu | RPR (URC)      | 18 136       | 46,88        | 21 987      | 51,84       |  |
|                | Jean Chapron                   | PS             | 14 437       | 37,32        | 20 429      | 48,16       |  |
|                | Lucien Bossu                   | PCF            | 3 652        | 9,44         |             |             |  |
|                | Gérard Blondot                 | FN             | 2 462        | 6,36         |             |             |  |
|                |                                |                |              |              |             |             |  |
| Inscrits       | Inscrits                       | Inscrits       | 59 024       | 100,00       | 59 005      | 100,00      |  |
| Abstentions    | Abstentions                    | Abstentions    | 19 741       | 33,45        | 15 755      | 26,7        |  |
| Votants        | Votants                        | Votants        | 39 283       | 66,55        | 43 250      | 73,3        |  |
| Blancs et nuls | Blancs et nuls                 | Blancs et nuls | 596          | 1,52         | 834         | 1,93        |  |
| Exprimés       | Exprimés                       | Exprimés       | 38 687       | 98,48        | 42 416      | 98,07       |  |

Le suppléant de Dominique Perben était Jean-Paul Émorine, UDF, exploitant agricole, conseiller général, maire de Sennecey-le-Grand.

### Élections de 1993
|                | Dominique Perben sortant réélu | RPR (UPF)      | 19 836 | 51,07  |  |  |  |
|                | Jean Truc                      | PS (ADFP)      | 6 849  | 17,63  |  |  |  |
|                | Jean Coupat                    | FN             | 4 577  | 11,78  |  |  |  |
|                | Alain Cordier                  | Les Verts (EÉ) | 2 902  | 7,47   |  |  |  |
|                | Michel Chevalier               | PCF            | 2 816  | 7,25   |  |  |  |
|                | Colette Pacot                  | LT-LNÉ         | 1 085  | 2,79   |  |  |  |
|                | Marie-Thérèse Deroche          | LO             | 773    | 1,99   |  |  |  |
|                |                                |                |        |        |  |  |  |
| Inscrits       | Inscrits                       | Inscrits       | 60 466 | 100,00 |  |  |  |
| Abstentions    | Abstentions                    | Abstentions    | 19 342 | 31,99  |  |  |  |
| Votants        | Votants                        | Votants        | 41 124 | 68,01  |  |  |  |
| Blancs et nuls | Blancs et nuls                 | Blancs et nuls | 2 286  | 5,56   |  |  |  |
| Exprimés       | Exprimés                       | Exprimés       | 38 838 | 94,44  |  |  |  |

Le 2 mai 1993, Dominique Perben entre dans le gouvernement Édouard Balladur; il est remplacé par son suppléant, Jean-Paul Émorine jusqu'au 2 mai 1995.

### Élection partielle de 1995
Organisée à la suite de la démission de Jean-Paul Émorine.
|                | Dominique Perben élu | RPR      | 17 007 | 55,12  |  |  |  |
|                | Christophe Sirugue   | PS       | 7 699  | 24,95  |  |  |  |
|                | Jean Coupat          | FN       | 2 840  | 9,20   |  |  |  |
|                | Michel Chevalier     | PCF      | 2 362  | 7,65   |  |  |  |
|                | Pascal Dufraigne     | LO       | 948    | 3,07   |  |  |  |
|                |                      |          |        |        |  |  |  |
| Inscrits       | Inscrits             | Inscrits |        | 100,00 |  |  |  |
| Abstentions    |                      |          |        |        |  |  |  |
| Votants        |                      |          |        |        |  |  |  |
| Blancs et nuls |                      |          |        |        |  |  |  |
| Exprimés       | Exprimés             | Exprimés | 30 856 |        |  |  |  |

Réélu député, Dominique Perben est remplacé le 7 novembre 1995 par son nouveau suppléant, André Gentien, après sa nomination dans le gouvernement Juppé II. André Gentien le remplaça du 8 décembre 1995 au 21 avril 1997.

### Élections de 1997
| Candidat       | Candidat                       | Parti          | Premier tour | Premier tour | Second tour | Second tour |  |
| Candidat       | Candidat                       | Parti          | Voix         | %            | Voix        | %           |  |
| -------------- | ------------------------------ | -------------- | ------------ | ------------ | ----------- | ----------- |  |
|                | Dominique Perben sortant réélu | RPR            | 14 692       | 37,81        | 20 782      | 51,04       |  |
|                | Bettina Laville                | PS             | 10 906       | 28,07        | 19 938      | 48,96       |  |
|                | Jean Coupat                    | FN             | 5 284        | 13,6         |             |             |  |
|                | Michel Chevalier               | PCF            | 3 138        | 8,08         |             |             |  |
|                | Alain Cordier                  | Les Verts      | 1 652        | 4,25         |             |             |  |
|                | Joëlle Juillet                 | MPF (LDI)      | 1 299        | 3,34         |             |             |  |
|                | Pascal Dufraigne               | LO             | 1 063        | 2,74         |             |             |  |
|                | Patrick Tixidre                | GÉ             | 824          | 2,12         |             |             |  |
|                |                                |                |              |              |             |             |  |
| Inscrits       | Inscrits                       | Inscrits       | 60 715       | 100,00       | 60 707      | 100,00      |  |
| Abstentions    | Abstentions                    | Abstentions    | 19 668       | 32,39        | 17 559      | 28,92       |  |
| Votants        | Votants                        | Votants        | 41 047       | 67,61        | 43 148      | 71,08       |  |
| Blancs et nuls | Blancs et nuls                 | Blancs et nuls | 2 189        | 5,33         | 2 428       | 5,63        |  |
| Exprimés       | Exprimés                       | Exprimés       | 38 858       | 94,67        | 40 720      | 94,37       |  |

Le suppléant de Dominique Perben était André Gentien.

### Élections de 2002
| Candidat       | Candidat                       | Parti            | Premier tour | Premier tour | Second tour | Second tour |  |
| Candidat       | Candidat                       | Parti            | Voix         | %            | Voix        | %           |  |
| -------------- | ------------------------------ | ---------------- | ------------ | ------------ | ----------- | ----------- |  |
|                | Dominique Perben sortant réélu | UMP              | 19 447       | 49,63        | 20 503      | 59,59       |  |
|                | Bettina Laville                | PS               | 11 088       | 28,3         | 13 903      | 40,41       |  |
|                | Bernadette Bessire             | FN               | 3 936        | 10,04        |             |             |  |
|                | Marie-Claude Martin            | PCF              | 1 187        | 3,03         |             |             |  |
|                | Marie-Claude Colin-Cordier     | Les Verts        | 1 181        | 3,01         |             |             |  |
|                | Jean Coupat                    | MNR              | 775          | 1,98         |             |             |  |
|                | Pascal Dufraigne               | LO               | 630          | 1,61         |             |             |  |
|                | Nessrine Samuel Brandily       | Pôle républicain | 456          | 1,16         |             |             |  |
|                | Guy Lefebvre                   | MÉI              | 375          | 0,96         |             |             |  |
|                | Emmanuel Vidal Soler           | Divers           | 111          | 0,28         |             |             |  |
|                |                                |                  |              |              |             |             |  |
| Inscrits       | Inscrits                       | Inscrits         | 62 324       | 100,00       | 62 315      | 100,00      |  |
| Abstentions    | Abstentions                    | Abstentions      | 22 402       | 35,94        | 26 531      | 42,58       |  |
| Votants        | Votants                        | Votants          | 39 922       | 64,06        | 35 784      | 57,42       |  |
| Blancs et nuls | Blancs et nuls                 | Blancs et nuls   | 736          | 1,84         | 1 378       | 3,85        |  |
| Exprimés       | Exprimés                       | Exprimés         | 39 186       | 98,16        | 34 406      | 96,15       |  |

Le 7 mai 2002, Dominique Perben entre dans le gouvernement Jean-Pierre Raffarin (1); il est remplacé par son suppléant, Dominique Juillot, chef d'entreprise, maire de Mercurey, du 19 juillet 2002 au 19 juin 2007.

### Élections de 2007
| Candidat       | Candidat                   | Parti          | Premier tour | Premier tour | Second tour | Second tour |  |
| Candidat       | Candidat                   | Parti          | Voix         | %            | Voix        | %           |  |
| -------------- | -------------------------- | -------------- | ------------ | ------------ | ----------- | ----------- |  |
|                | Dominique Juillot sortant  | UMP            | 17 182       | 44,92        | 19 256      | 49,7        |  |
|                | Christophe Sirugue élu     | PS             | 13 545       | 35,41        | 19 488      | 50,3        |  |
|                | Jean-François Le Guen      | UDF–MoDem      | 2 370        | 6,2          |             |             |  |
|                | Bernadette Bessire         | FN             | 1 573        | 4,11         |             |             |  |
|                | Bernadette Bessire         | PCF            | 856          | 2,24         |             |             |  |
|                | Marie-Claude Colin-Cordier | Les Verts      | 746          | 1,95         |             |             |  |
|                | Joëlle Juillet             | MPF            | 687          | 1,8          |             |             |  |
|                | Nessrine Missoum           | LCR            | 623          | 1,63         |             |             |  |
|                | Guy Lefebvre               | MÉI            | 350          | 0,92         |             |             |  |
|                | Pascal Dufraigne           | LO             | 283          | 0,74         |             |             |  |
|                | Josselin Bonnetain         | Divers         | 34           | 0,09         |             |             |  |
|                |                            |                |              |              |             |             |  |
| Inscrits       | Inscrits                   | Inscrits       | 64 593       | 100,00       | 64 590      | 100,00      |  |
| Abstentions    | Abstentions                | Abstentions    | 25 760       | 39,88        | 24 862      | 38,49       |  |
| Votants        | Votants                    | Votants        | 38 833       | 60,12        | 39 728      | 61,51       |  |
| Blancs et nuls | Blancs et nuls             | Blancs et nuls | 584          | 1,5          | 984         | 2,48        |  |
| Exprimés       | Exprimés                   | Exprimés       | 38 249       | 98,5         | 38 744      | 97,52       |  |

### Élections de 2012
| Candidat       | Candidat                         | Parti          | Premier tour | Premier tour | Second tour | Second tour |  |
| Candidat       | Candidat                         | Parti          | Voix         | %            | Voix        | %           |  |
| -------------- | -------------------------------- | -------------- | ------------ | ------------ | ----------- | ----------- |  |
|                | Christophe Sirugue sortant réélu | PS (PRG, MRC)  | 22 415       | 44,82        | 27 430      | 59,26       |  |
|                | Isabelle Dechaume                | PRV (UMP, NC)  | 11 768       | 23,53        | 18 857      | 40,74       |  |
|                | Christian Launay                 | FN (RBM)       | 8 804        | 17,60        |             |             |  |
|                | Jacky Dubois                     | PCF (FG)       | 2 848        | 5,69         |             |             |  |
|                | Karine Delorme                   | AC             | 1 765        | 3,53         |             |             |  |
|                | Abdoulkader Attéyé               | EÉLV           | 1 216        | 2,43         |             |             |  |
|                | Jean-Paul Villette               | POI            | 327          | 0,65         |             |             |  |
|                | Lucienne Soulier                 | AÉI            | 309          | 0,62         |             |             |  |
|                | Pascal Dufraigne                 | LO             | 304          | 0,61         |             |             |  |
|                | Anne Nieddu                      | NPA            | 254          | 0,51         |             |             |  |
|                |                                  |                |              |              |             |             |  |
| Inscrits       | Inscrits                         | Inscrits       | 91 106       | 100,00       | 91 109      | 100,00      |  |
| Abstentions    | Abstentions                      | Abstentions    | 40 113       | 44,03        | 42 920      | 47,11       |  |
| Votants        | Votants                          | Votants        | 50 993       | 55,97        | 48 189      | 52,89       |  |
| Blancs et nuls | Blancs et nuls                   | Blancs et nuls | 983          | 1,93         | 1 902       | 3,95        |  |
| Exprimés       | Exprimés                         | Exprimés       | 50 010       | 98,07        | 46 287      | 96,05       |  |

### Élections de 2017
|                                                                                 |                                                                        |                           |                           |                          |                          |
|                                                                                 |                                                                        | Premier tour 11 juin 2017 | Premier tour 11 juin 2017 | Second tour 18 juin 2017 | Second tour 18 juin 2017 |
|                                                                                 |                                                                        |                           |                           |                          |                          |
|                                                                                 |                                                                        | Nombre                    | % des inscrits            | Nombre                   | % des inscrits           |
| Inscrits                                                                        | Inscrits                                                               | 89 981                    | 100,00                    | 89 986                   | 100,00                   |
| Abstentions                                                                     | Abstentions                                                            | 47 590                    | 52,89                     | 54 018                   | 60,03                    |
| Votants                                                                         | Votants                                                                | 42 391                    | 47,11                     | 35 968                   | 39,97                    |
|                                                                                 |                                                                        |                           | % des votants             |                          | % des votants            |
| Bulletins blancs                                                                | Bulletins blancs                                                       | 705                       | 1,66                      | 3 206                    | 8,91                     |
| Bulletins nuls                                                                  | Bulletins nuls                                                         | 337                       | 0,79                      | 1 561                    | 4,34                     |
| Suffrages exprimés                                                              | Suffrages exprimés                                                     | 41 349                    | 97,54                     | 31 201                   | 86,75                    |
|                                                                                 |                                                                        |                           |                           |                          |                          |
| Candidat Étiquette politique (partis et alliances)                              | Candidat Étiquette politique (partis et alliances)                     | Voix                      | % des exprimés            | Voix                     | % des exprimés           |
|                                                                                 |                                                                        |                           |                           |                          |                          |
|                                                                                 | Raphaël Gauvain La République en marche !                              | 12 443                    | 30,09                     | 17 189                   | 55,09                    |
|                                                                                 | Gilles Platret Les Républicains (Union des démocrates et indépendants) | 8 131                     | 19,66                     | 14 012                   | 44,91                    |
|                                                                                 | Christophe Sirugue (député sortant) Parti socialiste                   | 6 463                     | 15,63                     |                          |                          |
|                                                                                 | Nathalie Szych Front national                                          | 5 382                     | 13,02                     |                          |                          |
|                                                                                 | Éric Riboulet La France insoumise                                      | 4 721                     | 11,42                     |                          |                          |
|                                                                                 | François Lotteau Europe Écologie Les Verts                             | 1 139                     | 2,75                      |                          |                          |
|                                                                                 | Nathalie Vermorel Parti communiste français                            | 1 017                     | 2,46                      |                          |                          |
|                                                                                 | Samuel Brandily Debout la France                                       | 630                       | 1,52                      |                          |                          |
|                                                                                 | Pascal Dufraigne Lutte ouvrière                                        | 308                       | 0,74                      |                          |                          |
|                                                                                 | Ghislaine Launay Souveraineté, identité et libertés                    | 305                       | 0,74                      |                          |                          |
|                                                                                 | Marianne Lacot Alliance écologiste indépendante                        | 293                       | 0,71                      |                          |                          |
|                                                                                 | Arnaud Ginions Demain en commun                                        | 222                       | 0,54                      |                          |                          |
|                                                                                 | Samuel Card Union populaire républicaine                               | 153                       | 0,37                      |                          |                          |
|                                                                                 | Alain Duriaux Parti ouvrier indépendant démocratique                   | 142                       | 0,34                      |                          |                          |
| Source : Ministère de l'Intérieur - Cinquième circonscription de Saône-et-Loire |                                                                        |                           |                           |                          |                          |

### Élections de 2022
| Résultats des élections législatives des 12 et 19 juin 2022 de la 5e circonscription de Saône-et-Loire |                          |                          |                          |              |              |             |             |
| Candidat                                                                                               | Candidat                 | Parti et coalition       | Nuance                   | Premier tour | Premier tour | Second tour | Second tour |
| Candidat                                                                                               | Candidat                 | Parti et coalition       | Nuance                   | Voix         | %            | Voix        | %           |
| | Louis Margueritte        | LREM (ENS)               | ENS                      | 9 578        | 23,71        | 17 893      | 52,66       |
| | Éric Riboulet            | LFI (NUPES)              | NUP                      | 9 534        | 23,60        | 16 085      | 47,34       |
| | Gilles Platret           | LR (UDC)                 | LR                       | 8 516        | 21,08        |             |             |
| | Arnaud Sanvert           | RN                       | RN                       | 7 682        | 19,02        |             |             |
| | Tristan Bathiard         | PRG                      | RDG                      | 2 061        | 5,10         |             |             |
| | Denis Goubeault          | REC                      | REC                      | 1 139        | 2,82         |             |             |
| | Christine Pelletier      | PA                       | ECO                      | 611          | 1,51         |             |             |
| | Pascal Dufraigne         | LO                       | DXG                      | 410          | 1,01         |             |             |
| | Sonia Le Theix           | DLF (UPF)                | DSV                      | 394          | 0,98         |             |             |
| | Patrick Lartaut          | POID                     | DXG                      | 371          | 0,92         |             |             |
| | Ramazan Calli            | UDMF                     | DVG                      | 99           | 0,25         |             |             |
| Votes valides                                                                                          | Votes valides            | Votes valides            | Votes valides            | 40 395       | 97,59        | 33 978      | 88,66       |
| Votes blancs                                                                                           | Votes blancs             | Votes blancs             | Votes blancs             | 650          | 1,57         | 2 936       | 7,66        |
| Votes nuls                                                                                             | Votes nuls               | Votes nuls               | Votes nuls               | 346          | 0,84         | 1 412       | 3,68        |
| Total                                                                                                  | Total                    | Total                    | Total                    | 41 391       | 100          | 38 326      | 100         |
| Abstention                                                                                             | Abstention               | Abstention               | Abstention               | 46 648       | 52,99        | 49 722      | 56,47       |
| Inscrits / participation                                                                               | Inscrits / participation | Inscrits / participation | Inscrits / participation | 88 039       | 47,01        | 88 048      | 43,53       |

### Élections de 2024
| Candidat                 | Candidat                 | Parti et coalition       | Nuance                   | Premier tour | Premier tour | Second tour | Second tour |
| Candidat                 | Candidat                 | Parti et coalition       | Nuance                   | Voix         | %            | Voix        | %           |
| ------------------------ | ------------------------ | ------------------------ | ------------------------ | ------------ | ------------ | ----------- | ----------- |
|                          | Arnaud Sanvert           | RN                       | RN                       | 19 807       | 35,12        | 22 657      | 40,57       |
|                          | Fatima Kouriche          | LFI (NFP)                | UG                       | 13 130       | 23,28        | 17 591      | 31,50       |
|                          | Louis Margueritte        | RE (ENS)                 | ENS                      | 11 699       | 20,74        | Retrait     | Retrait     |
|                          | Gilles Platret           | LR (UDC)                 | DVD                      | 10 746       | 19,05        | 15 593      | 27,92       |
|                          | Pascal Dufraigne         | LO                       | EXG                      | 888          | 1,57         |             |             |
|                          | Alain Cadiot             | SE                       | DVD                      | 125          | 0,22         |             |             |
|                          |                          |                          |                          |              |              |             |             |
| Suffrages exprimés       | Suffrages exprimés       | Suffrages exprimés       | Suffrages exprimés       | 56 395       | 97,38        | 55 841      | 95,28       |
| Votes blancs             | Votes blancs             | Votes blancs             | Votes blancs             | 950          | 1,64         | 2 017       | 3,44        |
| Votes nuls               | Votes nuls               | Votes nuls               | Votes nuls               | 565          | 0,98         | 748         | 1,28        |
| Total                    | Total                    | Total                    | Total                    | 57 910       | 100          | 58 606      | 100         |
| Abstention               | Abstention               | Abstention               | Abstention               | 28 033       | 32,62        | 27 366      | 31,83       |
| Inscrits / participation | Inscrits / participation | Inscrits / participation | Inscrits / participation | 85 943       | 67,38        | 85 972      | 68,17       |

### Élections de 2025
Du fait de l’invalidation en mars 2025 de celle de 2024, une législative partielle a lieu le 18 mai 2025 (avec un second tour le 25 de ce même mois).
| Candidat                 | Candidat                 | Parti et coalition       | Nuance                   | Premier tour | Premier tour | Premier tour | Second tour | Second tour | Second tour |
| Candidat                 | Candidat                 | Parti et coalition       | Nuance                   | Voix         | %            | +/-          | Voix        | %           | +/-         |
| ------------------------ | ------------------------ | ------------------------ | ------------------------ | ------------ | ------------ | ------------ | ----------- | ----------- | ----------- |
|                          | Arnaud Sanvert           | RN                       | RN                       | 8 797        | 31,92        | 3,2          | 11 018      | 41,40       | 0,83        |
|                          | Sébastien Martin         | NF                       | DVD                      | 7 056        | 25,60        | 6,55         | 15 594      | 58,60       | 30,68       |
|                          | Clément Mugnier          | PS                       | SOC                      | 4 680        | 16,98        | Nv.          |             |             |             |
|                          | Marie-Claude Jarrot      | HOR (ENS)                | ENS                      | 3 436        | 12,47        | 8,27         |             |             |             |
|                          | Fatima Kouriche          | LFI                      | UG                       | 2 260        | 8,20         | 15,08        |             |             |             |
|                          | Alexandre Hinger         | PDF                      | EXD                      | 570          | 2,07         | Nv.          |             |             |             |
|                          | Pascal Dufraigne         | LO                       | EXG                      | 381          | 1,38         | 0,19         |             |             |             |
|                          | Nathalie Szych           | LP                       | EXD                      | 328          | 1,19         | Nv.          |             |             |             |
|                          | Alain Cadiot             | SE                       | DVD                      | 50           | 0,18         | 0,04         |             |             |             |
|                          |                          |                          |                          |              |              |              |             |             |             |
| Votes valides            | Votes valides            | Votes valides            | Votes valides            | 27 558       | 97,78        |              | 26 612      | 94,09       |             |
| Votes blancs             | Votes blancs             | Votes blancs             | Votes blancs             | 412          | 1,46         | 1 100        | 3,89        |             |             |
| Votes nuls               | Votes nuls               | Votes nuls               | Votes nuls               | 214          | 0,76         | 572          | 2,02        |             |             |
| Total                    | Total                    | Total                    | Total                    | 28 184       | 100          | 28 284       | 100         |             |             |
| Abstention               | Abstention               | Abstention               | Abstention               | 57 925       | 67,27        | 57 434       | 67,00       |             |             |
| Inscrits / participation | Inscrits / participation | Inscrits / participation | Inscrits / participation | 86 109       | 32,73        | 85 718       | 33,00       |             |             |